# Unveränderlichkeit der Arten
Die Unveränderlichkeit der Arten oder Konstanz der Arten geht von der Annahme aus, dass alle Arten in einem einmaligen Schöpfungsakt erschaffen wurden und dass es seitdem keine Veränderung der Arten – keine Evolution – gegeben hat.
Auch Carl von Linné (1707–1778) vertrat ursprünglich diese Anschauung, und Georges Cuvier (1769–1832) leitete die von ihm vertretene Katastrophentheorie von der Annahme ab, dass nach einem einmaligen Schöpfungsakt viele Arten durch Katastrophen, wie z. B. großflächige Überflutungen, ausstarben – und anschließend wieder neue aus toter Materie entstanden.
Die Naturforscher Georges-Louis Leclerc de Buffon (1707–1788), Erasmus Darwin (1731–1802), Jean-Baptiste de Lamarck (1744–1829) und Étienne Geoffroy Saint-Hilaire (1772–1844) zogen diese Hypothese zwar schon vor Charles Darwin (1809–1882) in Zweifel. Sie blieb jedoch unter Naturforschern weit verbreitet, bis sich nach 1858 – durch Darwins Buch Die Entstehung der Arten – allmählich die Evolutionstheorie durchsetzte.